# アーザール・ハビブ
アーザール・ハビブ（عازار حبيب Azar Habib, 1945年11月28日 - 2007年11月15日）はレバノン中南部、マルジャアユーン（ مرجعيون ）出身のアラブ演歌歌手。 
首都ベイルートに移ってから、地元のラテン音楽風バンドに参加し、後にソロとして活動する。「愛しい人」の字義をもつハビブの名にふさわしく、恋愛バラード、そしてアラビア伝統音楽にモダンな西洋のポップスをミックスした音楽で知られる。
代表歌曲に「 نانا （ナナ）」や「 حكواتي （俺の話）」などがある。その一方で、アーザールのベストアルバムには収録もされていないが「Hatten är din」というインターネットミームにより世界的に知られることになった歌曲として「Miin Ma Kenti」があげられる。
2007年、心筋梗塞により急逝。61歳。